# سیارک ۴۲۲۰
سیارک ۴۲۲۰ (به انگلیسی: 4220 Flood، نامگذاری:1988DN) چهار هزار و دویست و بیستمین سیارک کشف شده‌است که در ۲۲ فوریه ۱۹۸۸ کشف شد.
قدر مطلق سیارک برابر ۱۳٫۳۰ است.